# Kenneth Mather
Kenneth B. Murdock Mather (Nantwich, 22 juni 1911 - Birmingham, 20 maart 1990) was een Brits geneticus.
Mather bestudeerde met name de gedragingen van chromosomen. Bij zijn onderzoek maakte hij vooral gebruik van de drosophila, de fruitvlieg. Mather werkte samen met onder meer Cyril Darlington.

## Academisch
Mather studeerde in 1931 af aan de Universiteit van Manchester, waarna hij een aanstelling kreeg aan het John Innes Horticultural Institution (JIHI) in Merton. Nadat hij in 1933 promoveerde, bracht hij een jaar door bij het plantkundig instituut Svalöf in Zweden.

## Erkenning
Maher werd in 1949 verkozen tot Fellow of the Royal Society, waarvan hij in 1964 de Darwin Medal ontving.